# Híres bátonyterenyeiek listája
Híres bátonyterenyiek listája

## Abonyi Lajos
Kisterenyén volt jelentős földbirtoka Abonyi Lajos (1833–1898) írónak (igazi nevén Zsarolyáni Márton Ferenc). Az 1860-as években a magyar irodalmi életben méltó vetélytársa volt Jókai Mórnak. Írásait széles körben ismerték, rendszeresen publikált a Hölgyfutárban. Legjelentősebb regénye az 1864-ben napvilágot látott "A mi nótáink", híres népszínműve "A betyár kendője". Műveiben a 19. századi vidéki társadalom és népélet bemutatásában jeleskedett. Emlékműve a kisterenyei kastélykertben áll.

## Id. Szabó István
A Kossuth-díjas szobrászművész Cereden született 1903-ban. Bóna Kovács Károly szobrászművész salgótarjáni műhelyében tanulta az anyagformálás tudnivalóit. Faszobraival 1939-ben részt vett a New York-i világkiállításon. Jó ismerője és tisztelője volt a bányászoknak, róluk készített nagyszabású sorozata átfogja a bányászmunka minden mozzanatát, közösségi életét. A bányászvilág mellett a palóc népviselet, népélet, hitvilág megmintázásával is foglalkozott. Az országos hírűvé vált szobrász életéből több évtizedet Kisterenyén töltött akkor még egyszerű, de kivételes kézügyességű kerékgyártó mesterként. Születésének 100. évfordulójára nyílt meg állandó kiállítása a kisterenyei Gyürky–Solymossy-kastély emeletén Fába faragott élet címmel. Tevékenységét, a városban és a városért végzett munkáját 2003-ban posztumusz díszpolgári cím adományozásával ismerte el a város.

## Ifj. Szabó István
A köztéri szobrászat jeles alakja a közeli Dorogházán született 1927-ben, de gyermekéveinek nagy részét Kisterenyén töltötte id. Szabó István Kossuth-díjas szobrászművész fiaként. Apja műtermében korán megismerkedett a szobrászat alapelemeivel. A Képzőművészeti Főiskolán Pátzay Pál és Kisfaludi Strobl Zsigmond növendéke volt. Bátonyterenyén az őáltala megálmodott szobrokból van a legtöbb: Kisterenyén három, Nagybátonyban kettő.

## További hírességek
A Gyürky–Solymossy-kastélyban lakott és tanított 1811-ben Lavotta János hegedűművész és zeneszerző. A kastélyból járt 1833-ban naponta az Aranyhegyre (akkori nevén Hársas) Kubinyi Ferenc, hogy összegyűjtse a bronzkor emlékeit. A kastélyban nőtt fel Kubinyi haladó gondolkodású felesége Gyürky Franciska.